# 市郊旅客列车
市郊旅客列车狭义上指利用中华人民共和国国铁开行的“S”字头列车。

## 历史
中华人民共和国建国后，规定701～748次是大城市的市郊通勤旅客慢车，简称“市郊车”。1997年4月1日，中国铁路实施第一次大提速，市郊旅客快车的号段改为901～948次。21世纪之前，市郊铁路运行速度慢，发车频率很低，运能小，所依托的路线或为专门的郊区支线，或为空闲下来的原铁路干线。2006年6月25日起，上海往返嘉善的S801-S806次3对列车停运。
2008年，北京市郊铁路S2线开通，“市郊铁路”这一概念重返，但当时的车次以“Y”开头，意为临时旅游列车。2011年7月1日起，S2线的车次改为“S”开头。“S”为英文Suburban（意为市郊）的首字母；同时也是中文“市郊”（Shìjiāo）的拼音首字母。目前仅北京、天津、上海、阳泉、宁波、绍兴、连云港、海口使用该类型车次。

## 现状
| 地区 | 线路                     | 运行起止站                          | 车次                                      | 是否实名 |
| ---- | ------------------------ | ----------------------------------- | ----------------------------------------- | -------- |
| 北京 | 北京市郊铁路S2线         | 黄土店站—延庆站/沙城站              | S2xx                                      | 否       |
| 北京 | 北京市郊铁路城市副中心线 | 北京西站—乔庄东站                   | S1xx                                      | 是       |
| 北京 | 北京市郊铁路怀柔－密云线 | 北京北站—古北口站                   | S5xx                                      | 是       |
| 北京 | 北京市郊铁路通密线       | 通州西站—怀柔北站/密云北站          | S6xx                                      | 是       |
| 天津 | 津蓟铁路                 | 天津站/天津北站—蓟州北站            | S9xx                                      | 是       |
| 上海 | █ 金山线                 | 上海南站—金山卫站 莘庄站—金山卫站   | S10xx,S11xx,S12xx S16xx                   | 否       |
| 阳泉 | 阳大铁路                 | 阳泉北站—阳泉东站                   | S95x,S96x                                 | 是       |
| 浙江 | 绍兴城际线               | 杭州南站—上虞站                     | S21xx,S22xx,S23xx                         | 否       |
| 浙江 | 杭州—绍兴—宁波城际线     | 杭州南站—宁波站                     | S30xx                                     | 是       |
| 浙江 | 台州市郊铁路             | 台州西站—仙居南站 临海南站—头门港站 | S26xx                                     | 否       |
| 珠海 | 广珠城际铁路             | 珠海站—珠海北站                     | S3801-S3820,S3909,S3910                   | 是       |
| 珠海 | 珠机城际铁路             | 珠海机场站—珠海站 横琴站—珠海站     | S3821-S3901,S3904-S3906 S3903             | 是       |
| 湖南 | 长株潭城际铁路           | 麓谷站—株洲南站/湘潭站              | S68xx,S69xx（湘潭） S78xx,S79xx（株洲南） | 是       |
| 湖南 | 石长铁路                 | 长沙站—石门县北站                   | S70xx                                     | 是       |
| 海南 | 海口市郊铁路             | 海口站/老城镇站—海口东站/美兰站     | S80xx, S81xx                              | 是       |
| 湖北 | 湖北新城快线             | 武汉东站—黄冈西站/大冶北站          | S86xx                                     | 是       |

### 北京

#### S2线
北京市郊铁路S2线已于2008年8月6日开通，全长77.07千米，路线为北京北站-延庆站。原车次以“Y”冠头，票价昂贵。2011年7月1日起车次改为“S2xx”，同时大幅度降价，也不再售出对号入座的车票，亦可使用北京市政交通一卡通进站。2012年12月21日，S2线首次开通至河北省怀来县沙城站的支线列车。2016年11月1日，为配合京张城际铁路建设，S2线起点暂时改为黄土店站。列车由“和谐长城号”中国铁路NDJ3型柴油动车组担当。

#### 城市副中心线
北京市郊铁路城市副中心线于2017年12月31日开通。截至2020年6月底，运营路线为良乡站-乔庄东站。车次为“S1xx”。列车由“京通号”CRH6A型电力动车组担当。

#### 怀柔－密云线
北京市郊铁路怀柔－密云线于2017年12月31日开通。截至2020年9月，路线为北京北站-古北口站。车次为“S5xx”。该线在电气化前使用NDJ3型柴油动车组开行，2020年9月电气化后改用CRH6F-A型电力动车组开行。

#### 通密线
北京市郊铁路通密线于2020年6月30日开通，路线为通州西站-怀柔北站/密云北站。车次为“S6xx”。列车由中国铁路25G型客车担当。

#### 东北环线
北京市郊铁路东北环线计划于2021年1月开通，路线为黄土店站-北京东站。车次为“S7xx”。列车由CRH6F-A型电力动车组担当。

### 天津
2015年4月30日，津蓟铁路市郊客车开通运行，路线为天津北站-蓟州北站（原蓟县站），也有列车在天津站始发终到。车次为“S9xx”。列车由“盘山号”中国铁路25G型客车担当。车票可在“12306”网站购买。

### 上海
2021年1月20日，金山铁路动车组列车车次全面更新，由原车次前两位“C3xxx”统一修改为“S1xxx”。更改车次后，直达车使用“S10xx”，大站停使用“S12xx”，站站停使用“S16xx”。

### 浙江
2017年6月10日，宁波至余姚城际铁路正式开通试运营。路线为宁波站-余姚站。开通时车次为“S33xx”、“S34xx”，2017年7月1日起使用“S11xx”、“S12xx”。列车由“阳明号”CRH6F型电力动车组担当。
2018年4月18日，绍兴城际线（绍兴风情旅游新干线）正式开通试运营，路线为绍兴站-上虞站。2018年9月29日，钱清站开通运营，路线延长为钱清站-上虞站。目前使用车次为“S21xx”、“S22xx”、“S23xx”。目前由3列CRH6F-A型电力动车组担当，冠名为“鉴湖号”、“兰亭号”和“稽山号”。
2019年7月10日，绍兴城际线、宁波至余姚城际铁路实现贯通运营。开行钱清站/绍兴站-宁波站直通列车，使用车次为“S30xx”。2020年7月1日，绍兴城际线延伸至杭州南站运营。

### 连云港
2019年12月30日，连云港市域列车开通运营，列车由3列CRH6F-A担当。

### 珠海
2024年1月10日，广珠城际铁路和珠机城际铁路在珠海市境内始发终到的列车车次由C字头变更为S字头，其中广珠城际珠海至珠海北小交路列车使用S3801-S3818车次，珠机城际横琴至珠海使用S3819-S3868车次。

### 湖南

#### 长株潭城际铁路
2021年1月28日，长株潭城际铁路本线列车车次由C字头改为S字头。

#### 石长铁路
2025年7月1日，石长铁路列车车次由Z字头改为S字头。

### 海口
2019年7月1日，海口市郊铁路开通试运营，路线为海口站-海口东站/美兰站。目前使用车次为“S80xx”和“S81xx”，由4列CRH6F-A型电力动车组担当，冠名为“木棉花号”、“蜂虎鸟号”、“白鹈鹕号”和“水菜花号”。

## 图集

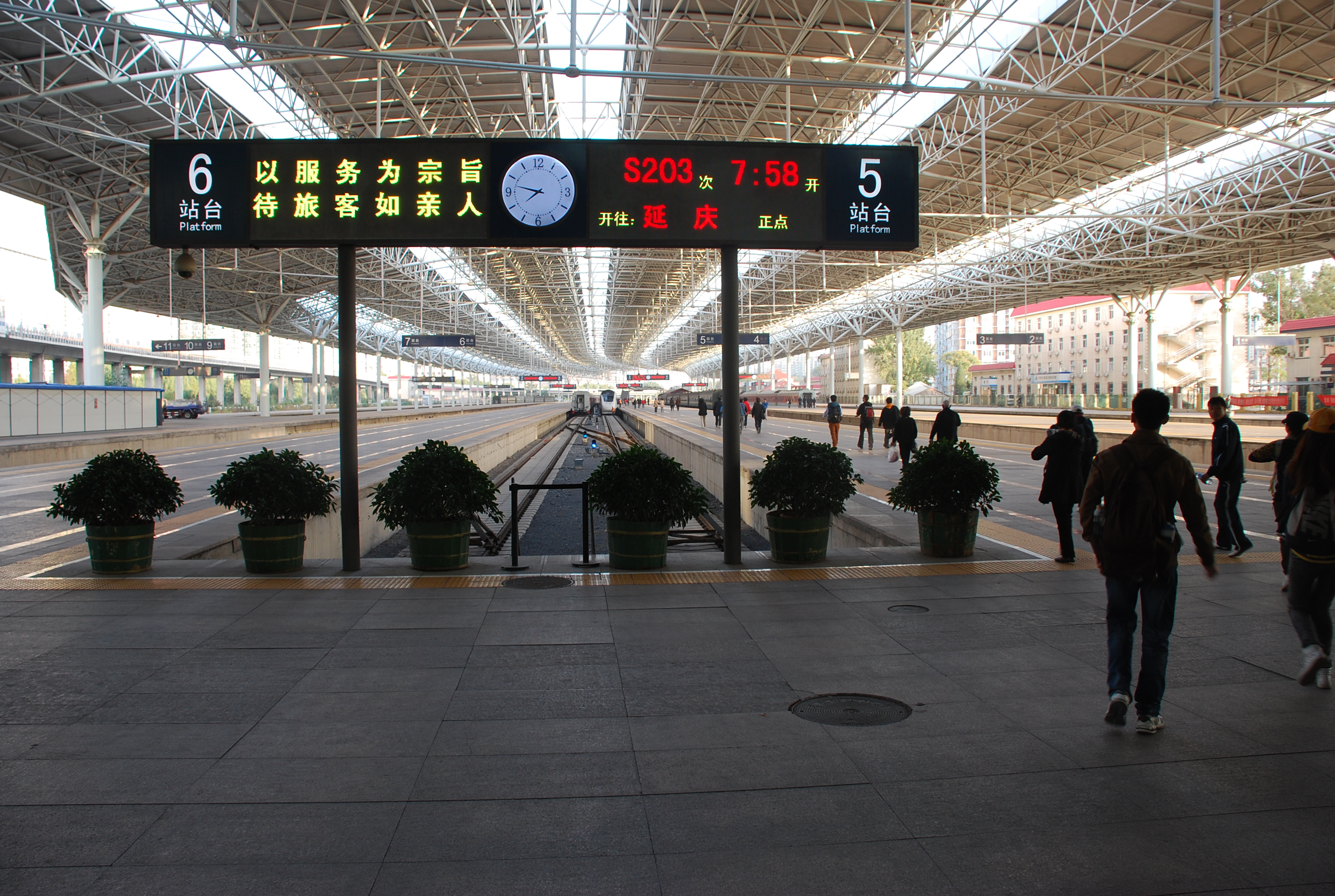
S203次列车在北京北站准备发车
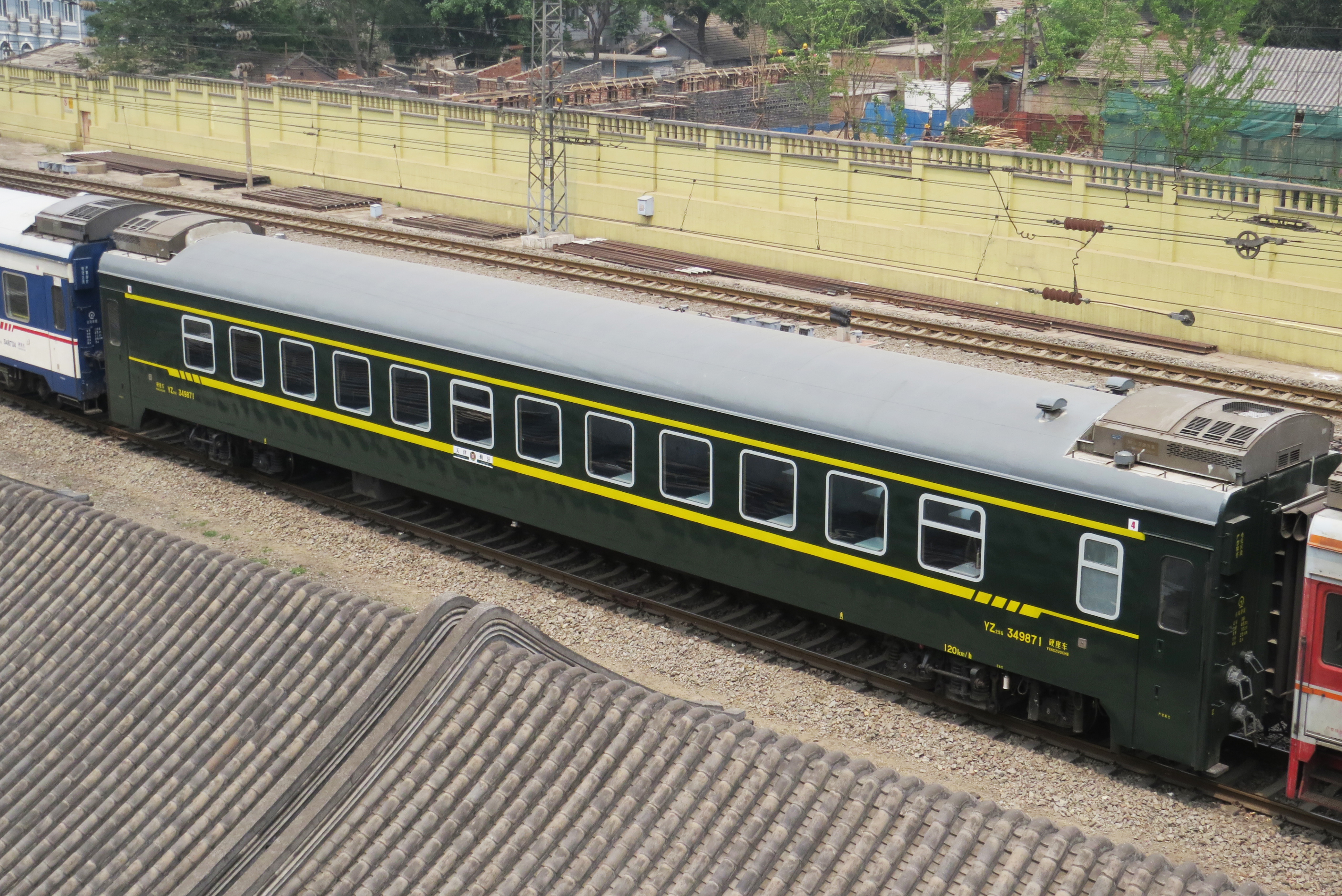
用于津蓟市郊列车的塞拉门25G型车体在北京站
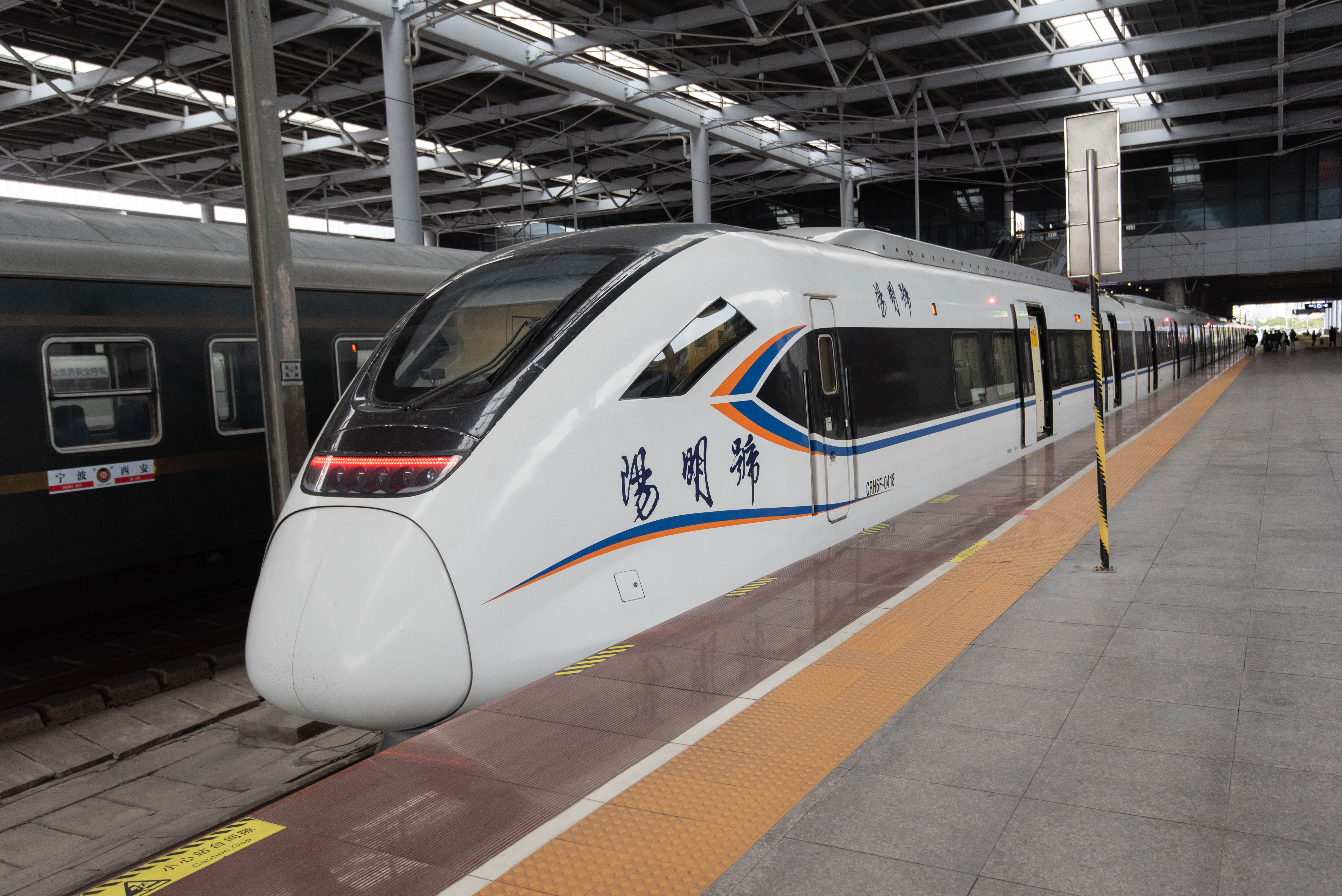
停靠宁波站的“阳明号”列车